# Phụ thuộc bảo tồn

Hình ảnh trực quan của các danh mục trong "Danh mục & Tiêu chí IUCN 1994 (phiên bản 2.3)" không còn được sử dụng nữa, với phụ thuộc vào bảo tồn (LR/cd) được tô sáng. Phân loại này được xếp vào loại "gần bị đe dọa" trong bản sửa đổi năm 2001, nhưng một số loài chưa được đánh giá lại vẫn giữ nguyên đánh giá.

Một loài phụ thuộc vào bảo tồn là một loài đã được phân loại là "'Phụ thuộc vào bảo tồn" ("LR/cd '") bởi Liên minh Bảo tồn Thiên nhiên Quốc tế (IUCN), vì phụ thuộc vào nỗ lực bảo tồn nhằm ngăn chặn nó trở thành có nguy cơ tuyệt chủng. Một loài phụ thuộc vào nỗ lực bảo tồn của con người được coi là phụ thuộc vào bảo tồn. Những loài như vậy phải là trọng tâm của chương trình bảo tồn dành riêng cho loài và/hoặc môi trường sống cụ thể đang diễn ra, việc chấm dứt chương trình này sẽ dẫn đến việc loài đó đủ điều kiện đưa vào một trong các loại bị đe dọa trong vòng 5 năm. Việc xác định trạng thái được theo dõi liên tục và có thể thay đổi.
Thể loại này là một phần của Danh mục & Tiêu chí IUCN 1994 (phiên bản 2.3), không còn được sử dụng để đánh giá các đơn vị phân loại, nhưng vẫn tồn tại trong Danh sách đỏ IUCN cho đơn vị phân loại được đánh giá trước năm 2001, cũng là lần đầu tiên áp dụng phiên bản 3.1. Theo hệ thống năm 2001 (phiên bản 3.1), các đơn vị phân loại này được phân loại là gần bị đe dọa, nhưng những đơn vị chưa được đánh giá lại vẫn nằm trong danh mục "Phụ thuộc vào khu bảo tồn".
Các loài phụ thuộc vào bảo tồn cần được bảo tồn bổ sung theo Đạo luật về các loài có nguy cơ tuyệt chủng của Hoa Kỳ năm 1973. Đạo luật này được cho là nhằm bảo vệ các loài khỏi bị tuyệt chủng bằng những mối quan tâm và hành động bảo tồn.

## Thử thách
Các loài phụ thuộc vào bảo tồn dựa vào sự kết nối quần thể giữa con người và động vật để duy trì sự sống. Khả năng kết nối dựa trên các quy định pháp lý của liên bang nhằm bảo vệ loài và môi trường sống của nó. Môi trường sống và loài rất khó bảo tồn khi chúng không tuân thủ các quy định được đưa ra. Người ta cũng nhận thấy rằng luật pháp và hành vi có những sai sót gây ra những kẽ hở. Đạo luật về các loài có nguy cơ tuyệt chủng không tính đến việc bảo tồn hệ sinh thái sinh học và các mối đe dọa đối với sự hiện diện của loài. Việc bảo tồn trong những điều kiện này gây ra những khoảng trống dữ liệu và dẫn đến sự cạn kiệt của các loài.
Nỗ lực bảo tồn các loài đang được thực hiện cho thấy việc tài trợ cho các điều khoản của liên bang là mối quan tâm lớn. Các thành viên pháp lý không đồng ý nguồn tài trợ sẽ đi đâu sẽ gây ra nhiều tác hại hơn cho các loài phụ thuộc vào bảo tồn do không nỗ lực phục hồi. Bất chấp những nỗ lực pháp lý nhằm xác định chương trình phục hồi và thiết lập các quy định pháp lý, các loài phụ thuộc vào bảo tồn vẫn gặp nguy hiểm.

## Phương pháp bảo tồn hệ thực vật và động vật
Trong khi các loài thực vật và động vật phụ thuộc vào hoạt động bảo tồn rơi vào tình trạng rủi ro như nhau trong môi trường thì các phương pháp khác nhau được sử dụng để bảo vệ chúng. Động vật phụ thuộc vào bảo tồn thường được bảo vệ bởi các kế hoạch phục hồi và thỏa thuận bảo tồn của chính phủ. Những thực vật phụ thuộc vào bảo tồn sẽ có ít sự bảo vệ hơn vì phương pháp bảo tồn chính là giữ cho môi trường sống trong lành. Để làm được như vậy, cần giữ cho các khu vực không văn minh giảm thiểu phát thải ô nhiễm là những giải pháp có thể thực hiện được. Mục tiêu chính của các phương pháp này là giữ hệ thực vật (thực vật) và hệ động vật (động vật) trong khu vực của chúng nằm ngoài danh mục phụ thuộc vào bảo tồn.

## Danh mục bị đe dọa
Các loài được coi là phụ thuộc vào bảo tồn nằm trong danh mục trạng thái rủi ro thấp hơn trong Sách đỏ IUCN. Loài có thể thay đổi và đa dạng tùy thuộc vào trạng thái của nó trong môi trường. Phần trạng thái rủi ro thấp hơn có ba loại.
- Gần bị đe dọa (NT)
- Phụ thuộc bảo tồn (CD)
- Loài ít quan tâm (LC)

## Nỗ lực bảo tồn
Trong nghề đánh bắt cá trên khắp thế giới, có một danh sách các quy tắc mà mọi người phải tuân theo được áp dụng như một nỗ lực bảo tồn. Các quy tắc này bảo vệ danh sách các loài phụ thuộc vào bảo tồn Cá mập đầu búa (Cá nhám búa) theo Đạo luật EPBC là một bước quan trọng để bảo tồn các loài có nguy cơ tuyệt chủng.
- Báo cáo việc đánh bắt bằng điện thoại: ngư dân phải báo cáo việc đánh bắt cá mập tới phản hồi bằng giọng nói tương tác tự động của QDAF.
- Thông tin đánh bắt và loại bỏ cụ thể của loài trong nhật ký: tất cả các hoạt động đánh bắt cá mập phải được ghi vào nhật ký.
- Xác thực dữ liệu: một giờ sau khi cập cảng khi có cá mập trên tàu, Cán bộ Thủy sản được phép kiểm tra tàu và sản lượng đánh bắt.